# Nintendo 3DS
Nintendo 3DS eller bare 3DS er en efterfølger til Nintendo DS og Nintendo DSi skabt af Nintendo. Nintendo 3DS er en håndholdt konsol. Nintendo 3DS bruger Stereoskopisk 3D til at give effekten af 3D. Nintendo 3DS kan spille Nintendo DS spil, DSi (Download) spil og 3DS spil. Ligesom på DS og DSi, er den nederste skærm en Touch skærm.